# Isocorypha chrysocomella
Isocorypha chrysocomella är en fjärilsart som beskrevs av William George Dietz 1905. Isocorypha chrysocomella ingår i släktet Isocorypha och familjen äkta malar. Inga underarter finns listade i Catalogue of Life.